# بهرمس
قرية بهرمس هي إحدى القرى التابعة لمركز منشأة القناطر في محافظة الجيزة في جمهورية مصر العربية. حسب إحصاءات سنة 2006، بلغ إجمالي السكان في بهرمس 21106 نسمة، منهم 11002 رجل و10104 امرأة.

## التاريخ
قرية بهرمس من القرى القديمة، حيث ذكرها جوتييه في قاموسه باسم «Pehormes»، وذكرها الأسعد بن مماتي في قوانين الدواوين ضمن الأعمال الجيزية. كما ورد ذكرها في تحفة الإرشاد، وذكرها ابن الجيعان في التحفة السنية ضمن أعمال الجيزية، وذكرها مرتضى الزبيدي في تاج العروس فقال أنها قرية بجيزة مصر.